# Louis Ewonde
Louis Christian Ewonde Epassi (Garoua, 19 agosto 1988) è un ex calciatore camerunese, di ruolo difensore.

## Carriera
In carriera ha giocato 12 partite nella CAF Champions League.

## Palmarès

### Club

#### Competizioni nazionali
- Campionato camerunese: 4

Cotonsport Garoua: 2010-2011, 2013, 2014, 2015